# La Ermita
La Ermita è un comune (corregimiento) della Repubblica di Panama situato nel distretto di San Carlos, provincia di Panama. Si estende su una superficie di 33,2 km² e conta una popolazione di 1.571 abitanti (censimento 2010).